# ヴァシル・ゼムリャク
ヴァシル・ゼムリャク（ウクライナ語: Василь Земляк、本名：ヴァツラウ・スィドロヴィチ・ヴァツィク、チェコ語: Václav Vacek、1923年4月23日 - 1977年3月17日）は、ウクライナの作家、脚本家。チェコ系ウクライナ人で、ウクライナ語で執筆し、シェフチェンコ・ウクライナ国家賞（1978年、死後受賞）を受賞した。代表作に『白鳥の群れ』（1971年）、『緑の水車』（1976年）がある。

## 生涯

### 幼少期と教育（1923年–1941年）
ヴァシル・ゼムリャクは、1923年4月23日、ウクライナのヴィーンヌィツャ州リポヴェツィ地区コンュシウカ村の農民家庭に生まれた。父スィディール・ヴァツェクはチェコ人で、1874年にチェコからウクライナに移住した祖父の家系に由来する。母カテリーナは地元地主の娘だった。出生時の名前はヴァツラウ・ヴァツェクだったが、村役場で「ヴァツィク」とウクライナ風に記録された。
1933年、家族はムィコライウカ (コジャチーン地区)のチェコ系親戚宅に移り、ゼムリャクはチェコ語の小学校（7年制）に通った。1937年以降、ユゼフィウカ中学校に進み、1939年に卒業。詩や短編を書き始め、村で評判となった。1940年、ハルキウの民間航空学校に入学したが、卒業前に中退した。

### 第二次世界大戦（1941年–1944年）
1941年、第二次世界大戦の勃発により、ゼムリャクはムィコライウカ (コジャチーン地区)に戻った。18歳でパルチザン活動を開始し、友人らとサムホロドツィキー地区で反ナチス抵抗運動を組織。家族を守るため、ペンネーム「ゼムリャク（土地の人）」を採用した。
1942年、鉄道破壊などの破壊工作に従事し、1943年にはユゼフォ・ムィコライウカ製糖工場で地下組織を結成。ルジン地区のパルチザン部隊に加わり、スヴォーロフ騎兵隊を指揮。戦闘で2度負傷（1942年と1944年）し、1944年初頭は松葉杖での生活を余儀なくされた。

### 戦後と文学の始まり（1944年–1957年）
1944年6月から1945年11月まで、コジャチーン地区の行政機関で計画部門責任者を務めた。1946年、対立により退職し、ジトーミル新聞「ラーダンスカ・ジトムィルシチナ」に記者として入社。1949年から農業部門編集長、1951年から編集責任者を務めた。
1948年–1950年、ベルドィーチウ教員養成学校で言語・文学を学び、1950年–1954年、ジトーミル農業大学で通信教育を受けた。1945年から短編（『ソスニン一家』など）を発表し、1955年、雑誌「ドニプロ」に初の長編『故郷』（ポリシア地方の物語）を「ヴァシル・ゼムリャク」の名で発表。ロシア語訳とラジオ放送で広く知られた。

### キエフ時代（1958年–1977年）
1958年、キーウに移り、出版社「モロディ」の編集長に就任。1961年、キーウ農業アカデミーに入学。1963年–1966年、キエフ・スタジオ（ドヴジェンコ映画スタジオ）の編集長を務め、脚本ワークショップを指導した。
1967年以降、キーウのミハイロ・コツュビンスキー通り (キエフ)に居住。1977年3月17日、胃疾患によりキーウで死去。バイコヴェ墓地に埋葬された。

### 私生活
1944年、病院で看護師オルハ・クズミウナ・チュバール（1917年–2005年）と出会い結婚。娘オレシアはキーウ大学の図書館で勤務した。ゼムリャクは狩猟を趣味とした。

## 文学活動

### 初期（1945年–1957年）
1945年から短編（『ソスニン一家』、『知られざる者たち』）を発表し、戦時体験を描いた。1955年の『故郷』と1957年の『石の橋』は、戦後のウクライナ農村をテーマに、集団農場の現実と個性的な人物像を描写。これらは当時の「集団農場文学」の枠内で高い評価を受けた。

### 中期（1958年–1966年）
キーウ移住後、『怒れるストラティオン』（1960年）、『シマンスキー中佐』（1966年）を発表。戦争体験を基にしたこれらの作品は、緻密なプロットと心理描写で成熟した文体を示した。キエフ・スタジオでは、『オレシ・チョボタール』、『赤い館の物語』（1963年）などの映画脚本を執筆。

### 後期（1967年–1977年）
1971年、雑誌「ドニプロ」に長編小説『白鳥の群れ』を発表。1976年の続編『緑の水車』とともに、ウクライナ南西部（ポブジエ）の歴史を、革命期から第二次世界大戦まで描いた。これらは幻想的・寓話的要素を織り交ぜ、農民社会の変遷と人間性を探求。1978年、シェフチェンコ・ウクライナ国家賞を死後受賞した。
1974年–1976年、チリのサルバドール・アジェンデを題材にした悲劇『大統領』を執筆。『白鳥の群れ』はポーランド語、ドイツ語、チェコ語、ブルガリア語に翻訳された。

## フィルモグラフィ
ゼムリャクは以下の映画の脚本を執筆：
- 『我が谷の人々』（1960年、共著）
- 『赤い館の物語』（1963年）
- 『ストラティオンの娘』（1964年、共著・監督：V.レヴィン）
- 『キーウの戦線』（1967年、共著・監督：V.デニセンコ）
- 『重い穂』（1969年、共著）
- 『大胆不敵』（1971年）
- 『バビロンXX』（1980年、共著・監督：I.ムィコライチュク）

## 受賞と記念
- シェフチェンコ・ウクライナ国家賞（1978年、死後受賞）：『白鳥の群れ』、『緑の水車』の功績。
- 名誉勲章：戦時・文学活動の貢献。
- 記念碑：1983年、キーウのミハイロ・コツュビンスキー通り (キエフ)（ウクライナ語版）に記念銘板が設置（彫刻：I.マコホン、建築：O.タマロフ）。
- 博物館：コジャチーン歴史博物館（ウクライナ語版）にゼムリャクの記念コーナーがある。